# Jean Bogaerts
Jean Bogaerts (Koningslo, Vilvoorde, 15 de enero de 1925 – Schaerbeek, Bélgica,
28 de enero de 2017) fue un ciclista belga que fue profesional entre 1945 y 1956. En su palmarés destacan dos ediciones de la Omloop Het Volk y la primera edición de la Vuelta a los Países Bajos.

## Palmarés
- 1945
  - 1.º en la Omloop Het Volk
  - 1.º en el Premio de Heist-op-den-Berg
- 1950
  - 1.º en la  Vuelta a Limburg
  - Vencedor de una etapa de la Vuelta a Bélgica
- 1951
  - 1.º en la Vuelta a los Países Bajos
  - 1.º en la Omloop Het Volk
  - 1.º en el Gran Premio Ciudad de Vilvoorde
- 1953
  - 1.º en Mechelen
- 1954
  - 1.º en la Nationale Sluitingsprijs

### Resultados a la Vuelta en España
- 1948. 26º de la clasificación general